# Heinz Helfgen

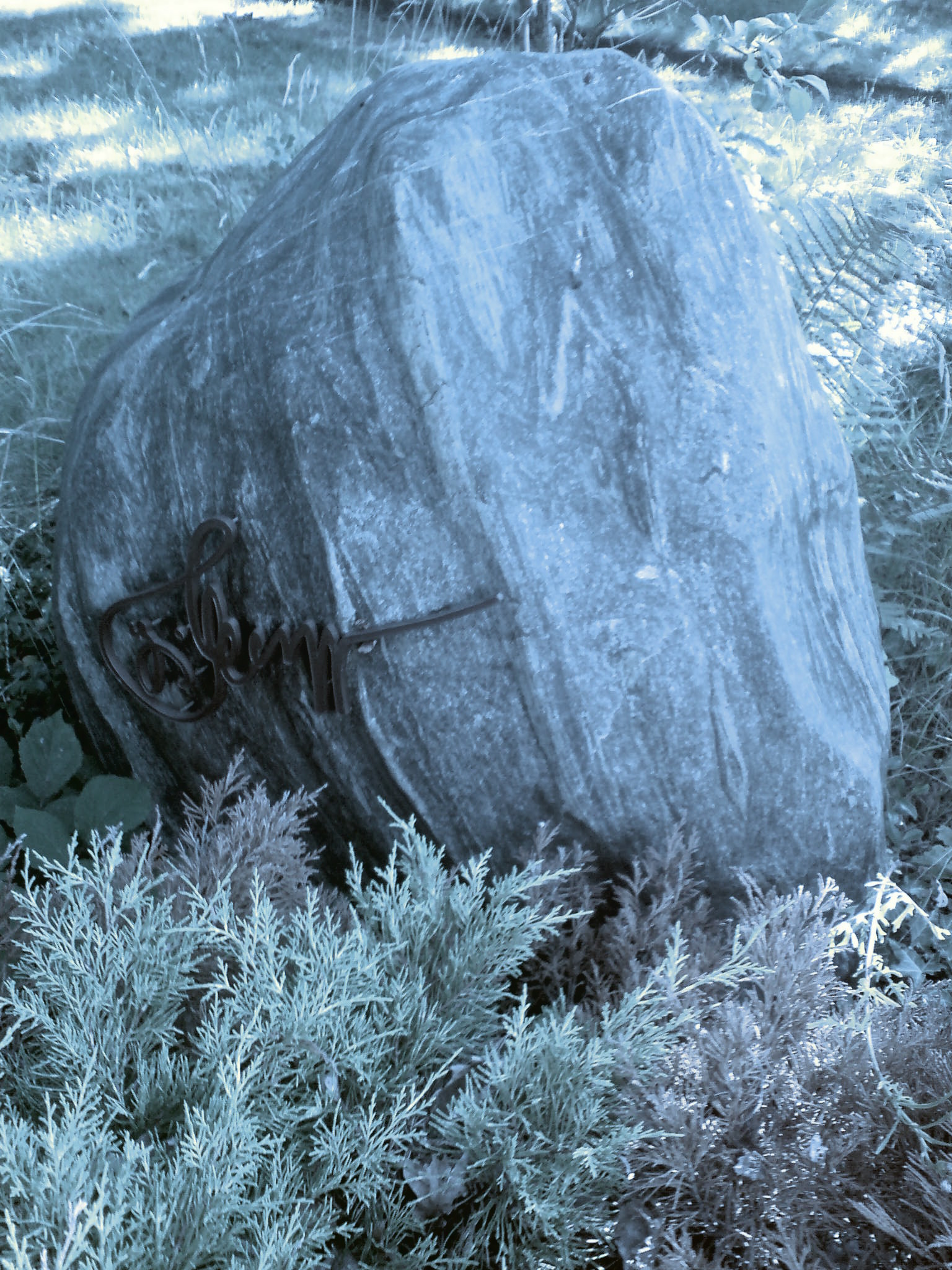
Naturstein auf der Ruhestätte von Heinz Helfgen auf einem Waldfriedhof an der Saar.

Heinrich „Heinz“ Johann Helfgen (* 7. März 1910 in Friedrichsthal; † 28. Oktober 1990 in Völklingen) war ein deutscher Journalist und Reiseschriftsteller.

## Leben
In den Jahren 1928 bis 1930 studierte Helfgen zunächst Theologie in Rio de Janeiro und Wien, dann Geschichte in Wien und Graz. Von 1930 bis 1933 studierte er in München Politikwissenschaft, er promovierte zum Dr. rer. pol. Am 27. Januar 1933 heiratete er Kunigunde Anna Maria Susanna Wagner.
Helfgen trat zum 1. Februar 1933 der NSDAP bei (Mitgliedsnummer 1.473.251). Von 1934 bis 1935 war er Reporter; weil er jedoch in einer Zeitung Regimekritik geübt haben soll, sei er ab 1935 über ein Jahr inhaftiert gewesen. Nach seiner Freilassung arbeitete er bis 1940 als freier Journalist, bevor er zur Wehrmacht eingezogen wurde und als Kriegsberichterstatter diente. 1943 geriet er in Kriegsgefangenschaft, aus der er 1946 entlassen wurde. Seit 1947 war er als Autor und Reiseschriftsteller tätig. Nach dessen Gründung 1973 wurde er Mitglied des Freien Deutschen Autorenverbands.

## Hauptwerk

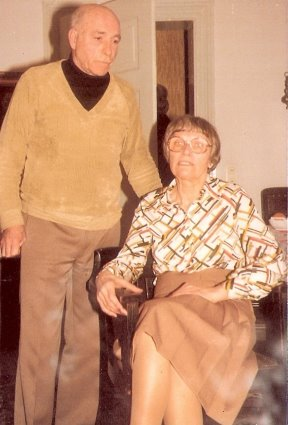
Heinz Helfgen mit Ehefrau Kunigunde in den 1980er Jahren in Völklingen an der Saar

Helfgen wurde dadurch bekannt, dass er von September 1951 bis Dezember 1953 auf dem eigenen Fahrrad und mit einem Startkapital von 3,80 DM in der Tasche eine Weltumrundung durchführte.
Seine Zeitungs- und Reiseberichte waren in der Zeit des Wirtschaftswunders innerhalb Deutschlands jedes Mal eine Sensation, die er in einer Mischung aus Karl-May-Romantik, journalistischem Spürsinn und sportlicher Leistung in Szene setzte.
Sein Weg führte ihn über die Länder Österreich, Jugoslawien, Griechenland, die Türkei, Syrien, Irak, Iran, Pakistan, Indien, Ostpakistan (das spätere Bangladesch), Birma, Thailand, Kambodscha, Vietnam, Japan, USA, Kuba, Jamaika, Aruba, Venezuela und Brasilien. Das von ihm benutzte Fahrrad war ein einfaches Reiserad Fabrikat „Patria WKC“ mit drei Gängen. Auf seiner Station Kuba war er 1953 für mehrere Tage Gast von Ernest Hemingway, den er interviewen konnte.
Helfgen schrieb insgesamt 157 Fortsetzungen seiner Reiseberichte für die damalige Boulevardpresse, und das von ihm verfasste Buch Ich radle um die Welt erreichte in den 1950er Jahren eine Auflage von 600.000 Exemplaren. Es wurde 1988 erneut herausgegeben. Helfgen verstarb 1990 nach seinen zwei Söhnen, Sigwart († 1942) und Ortwin († 1964), im Alter von 80 Jahren in Völklingen (Saar) und hinterließ zwei Töchter, Gudrun und Sigrun, die am 28. Juni 2019 verstorben ist. Seine Frau Kunigunde verstarb am 25. März 1994 in Koblenz am Rhein.

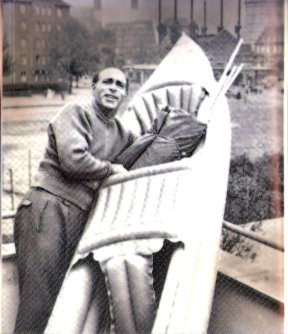
Heinz Helfgen vor dem Aufbruch zum Nordpol

## Werke
- Ich radle um die Welt: Von Düsseldorf bis Burma. Bertelsmann, Gütersloh, 1954
- Ich radle um die Welt: Burma, Indochina, Japan, USA, Grüne Hölle. Bertelsmann, Gütersloh, 1955
- Ich radle um die Welt. Überarbeitete Neuauflage des zweibändigen Werkes. BVA, Bielefeld, 1988, ISBN 3-87073-032-3
- Ich trampe zum Nordpol. Abenteuerlicher Bericht einer Ein-Mann-Expedition mit Auto, Buschflugzeug, Hundeschlitten und Schlauchboot. Bertelsmann, Gütersloh, 1956
- Spur entlang der Wüste. Fackelträger-Verlag Schmidt-Küster, Hannover, 1961
- Zwischen Gefahr und Geheimnis. Fackelträger-Verlag Schmidt-Küster, Hannover, 1960
- Höllenfahrt ins Paradies. Fackelträger-Verlag, Hannover, 1964
- Gelber Monsun. Verlag Andreas Zettner, Würzburg-Wien, 1968